# O Tempo Vai Passar
"O Tempo Vai Passar" é um single oficial da carreira da cantora pop brasileira Kelly Key, presente em seu quinto álbum em estúdio, o homônio Pra Brilhar. Lançada oficialmente em 15 de setembro de 2008, a canção foi composta por Rodrigo Batista da Cruz, explorando uma sonoridade pop, sendo a segunda balada lançada pela cantora como single de estreia de seus álbuns.

## Composição e desenvolvimento
Foi composta por Zé Henrique, Sérgio Knust, Dani Mônaco e Marcelão.. O single explora o tema da dolorosa separação, onde o personagem central é deixado por seu companheiro, mostrando todos os estágios do sofrimento e da recomposição, acreditando que um dia os dois se reencontrarão e o rapaz que havia deixado-a, se arrependeria. O sonoridade explorada pela canção restringe-se apenas ao pop, produzido por Plínio Profeta e DJ Mãozinha.

## Divulação e Desempenho
A canção foi divulgada com exclusividade primeiramente pela rádio Mix FM, passando por outras rádios como Transamerica, 89 FM e Dumont FM. A divulgação do single passou por programas de televisão como Planeta Xuxa, Caldeirão do Huck, Programa da Hebe, Domingo Legal, O Melhor do Brasil, Tudo é Possível e Hoje em Dia, além de outros programas de rádio e festivais de música.

## Recepção e Crítica
A canção recebeu críticas positivas. Segundo a Folha de S.Paulo a canção é a "sutil e firme, pronta para despontar como novo hit do verão". O Jornal Agora declarou que O Tempo Vai Passar "segue a linha de Você é o Cara, a melhor canção lançada por Kelly Key em toda carreira (...) Só resta saber se a canção repetirá a formula de sucesso". Segundo o site UOL, Kelly Key estaria amadurecendo musicalmente. Segundo o jornalista Tadeu Fernandes, do site Papo Furado, a canção é "especial e incrivel" e acrescentou dizendo que é "Um alívio para quem esperava ansiosamente pelo novo hit da cantora", visto que a canção faz jus a espera. Já segundo o site JF, o single é feito para o público "adolescente e jovem que é boa parte dos fãs dela" e acrescentou dizendo que a canção é uma das mais conhecidas nas rádios.

## Videoclipe
Duas edições do videoclipe foram realizadas. A primeira edição mostra Kelly Key em estúdio, gravando originalmente a canção nos dominios da Som Livre, lançado em 18 de setembro de 2008. A segunda edição, versão oficial como videoclipe, foi gravada em  7 de novembro de 2008, dirigido por Alexandre Wesley, importante diretor conhecido por trabalhos realizados em videoclipes para as gravadoras EMI e, posteriormente, Warner Music, além de trabalhos como diretor realizados pela Rede Globo. O video, rodado na cidade do Rio de Janeiro e foi filmado partes em cenários reais, fora de estúdio, passando-se em uma casa beira a uma praia, onde Kelly Key é deixada por seu namorado, passando para a parte em estúdio onde mostra a cantora caminhando pela casa e relembrando momentos do casal, passando por livrar-se dos artigos que lembram o rapaz, acabando com o casal de reencontrando algum tempo depois, sendo o rapaz dispensado por Kelly. O vídeo foi lançado em 8 de dezembro de 2008 pelo website da cantora.